# Hyperchiria schmiti
Hyperchiria schmiti is een vlinder uit de familie nachtpauwogen (Saturniidae), onderfamilie Hemileucinae.
De wetenschappelijke naam van de soort is voor het eerst geldig gepubliceerd door Meister & Storke in 2004.